# Piaski Wielkie (gmina)
Piaski Wielkie – dawna gmina wiejska istniejąca w latach 1934–1941 w woj. krakowskim (dzisiejsze woj. małopolskie). Siedzibą władz gminy były Piaski Wielkie (obecnie część dzielnicy Podgórze Duchackie w Krakowie).
Gmina zbiorowa Piaski Wielkie została utworzona 1 sierpnia 1934 roku w powiecie krakowskim w woj. krakowskim z dotychczasowych jednostkowych gmin wiejskich: Golkowice, Kosocice, Kurdwanów, Piaski Wielkie, Rajsko, Siarczana Góra, Soboniowice, Swoszowice i Wróblowice.
1 czerwca 1941, podczas okupacji hitlerowskiej, gmina została zniesiona, wchodząc głównie w skład nowo utworzonej gminy Swoszowice a także – częściowo – miasta Krakowa (gromady Piaski Wielkie i Kurdwanów)); włączenie gromad do Krakowa administracja polska zatwierdziła dopiero 18 stycznia 1948, z mocą obowiązującą wstecz od 18 stycznia 1945.